# パイオニアリング
スカウト運動におけるパイオニアリングとはロープと円材を使い縛りと結びを駆使して工作物を作る技術のことである。パイオニアリングはキャンプ生活に用いるテーブルなどの小物や橋・信号塔といった工作物の構築に用いられる。これはレクリエーション・装飾的であるとともに実用も兼ねたものである。
パイオニアリングはボーイスカウト・ガールスカウトにおいて実用的な技能、チームワークと問題解決の教育に用いられる。多くのスカウティング組織では大小さまざまなパイオニアリング技能・構築の訓練を行う。キャンプでは、テーブルや棚などの小物や、キャンプサイトの入口の門などを構築することがある。パイオニアリングは多くに国のメリットバッジ（ターゲットバッジ）に採用されており、1920年代から1930年代にかけてはイーグルスカウトの取得要件にも含まれていた。
「パイオニアリング」という名称は18世紀から19世紀に用いられた"pioneer"（工兵）に由来する。
パイオニアリングの技能には、結び・縛り・継ぎ・索端処理といった結束技能やロープ・木材の用い方が含まれる。

## 基本的な結び

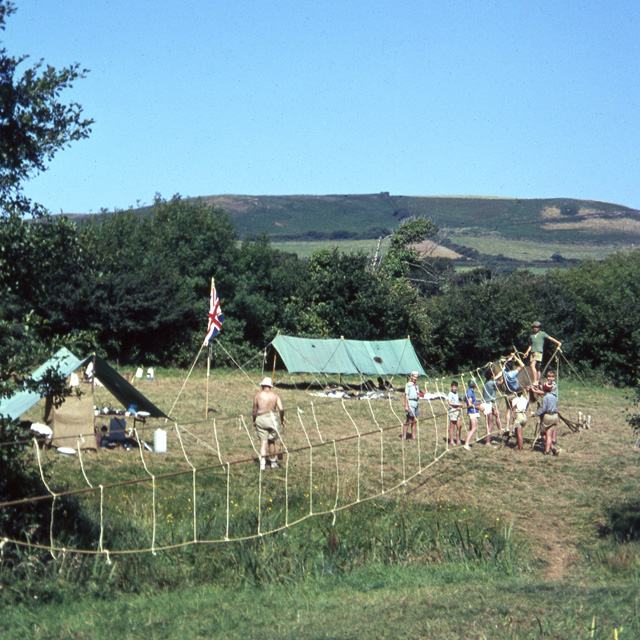
作成中のモンキーブリッジ

以下はパイオニアリングにおける基本的な結びである。
- もやい結び
- 巻き結び
- 本結び
- 一重継ぎ
- ねじ結び

以下は構造物の安全性や利便性向上のために用いられる。
- 中間者結び
- キャリックベンド
- ローリングヒッチ
- ふた周りふた結び

## 基本的な縛り
- 角縛りは45度から90度の角度で二つの木材が交差するように繋ぐ際に用いられる。

- 筋交い縛りは二つの木材が十字状ではない形で交叉するように繋ぐ際に用いられる。[5]
- 八の字縛りは二つの木材を直線状に繋ぐ際に用いられる。
- はさみ縛りは二つの木材をはさみ状に繋ぐ際、特にAフレームを作る際に用いられる。[6]

## パイオニアリングの構造

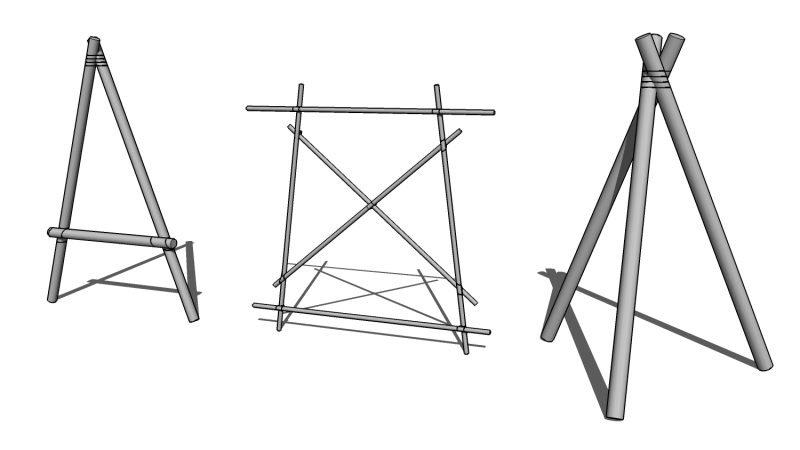
基本構造：左からAフレーム、台形橋脚、三脚

以下の基本構造はいくつかのパイオニアリングプロジェクトの構成要素である。
- Aフレーム：塔などの基本構造。Aフレームの水平部分はテーブルの天板などデッキ部分の迫元となり得る。
- 台形橋脚：橋や塔の基本的なモジュールとなる。また、チャリオット・レース用のチャリオットにも用いられる。
- 三脚：跳ね橋やテーブル、信号塔などの土台部分となる。

## パイオニアリングプロジェクト

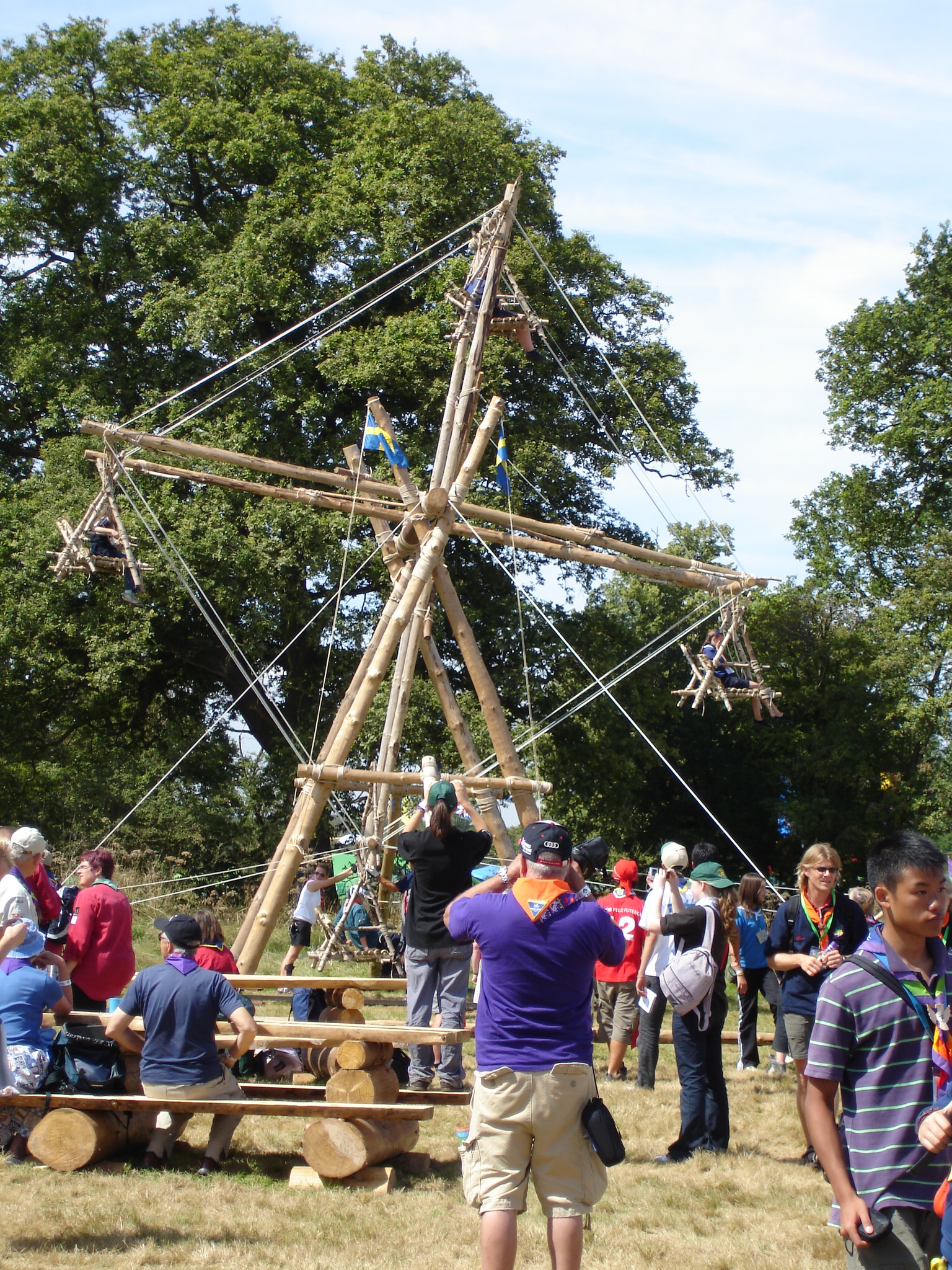
スウェーデンのスカウトによる観覧車

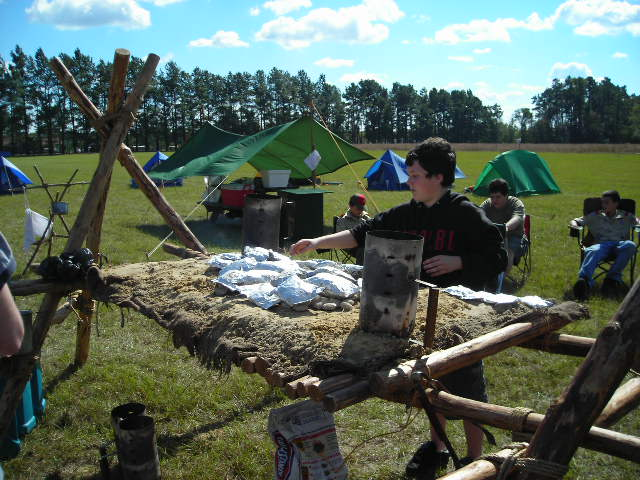
二つの三脚を組み合わせた立ち竈でホイル調理をするボーイスカウト

- ジップライン
- バリスタ
- ベンチ
- 橋
- 小物
- 門
- カタパルト
- 椅子
- 立ち竈
- 食器棚
- 観覧車
- 国旗柱
- メリーゴーランド
- いかだ
- シーソー
- ブランコ
- パイレーツシップ
- テーブル
- 塔
- トレビュシェット